# مک‌گرگور (نام خانوادگی)
مک‌گرگور (McGregor و نیز MacGregor) یک نام خانوادگی اسکاتلندی است و ممکن است به یکی از موارد زیر اشاره داشته باشد:
- کانر مک‌گرگور
- گرگور مک‌گرگور
- داگلاس مک‌گرگور
- یوان مک‌گرگور
- جین مک‌گرگور
- کاترین مک‌گرگور
- مری مک‌گرگور